# Марк Кокс (тенісист)
Марк Кокс (англ. Mark Cox; нар. 5 липня 1943) — колишній британський тенісист.
Найвищу одиночну позицію світового рейтингу — 12 місце досяг 3 жовтня 1977 року.
Здобув 21 одиночний та 3 парні титули.
Найвищим досягненням на турнірах Великого шолома були чвертьфінали в одиночному розряді.
Завершив кар'єру 1981 року.

## Фінали за кар'єру

### Одиночний розряд: 35 (21–14)
| Результат | Ранг | Рік  | Турнір                      | Покриття   | Суперник          | Рахунок                 |
| --------- | ---- | ---- | --------------------------- | ---------- | ----------------- | ----------------------- |
| Поразка   | 1.   | 1962 | Manly, Австралія            | Трава      | Мартін Малліген   | 2–6, 2–6                |
| Перемога  | 1.   | 1966 | Балтимор, США               | Трава      | Джим Макманус     | 6–3, 6–2, 6–3           |
| Поразка   | 2.   | 1967 | Іст-Лондон, ПАР             | Ґрунт      | Том Оккер         | 7–9, 5–7                |
| Перемога  | 2.   | 1968 | Сан-Хуан, Пуерто-Рико       | Тверде     | Аллен Фокс        | 6–2, 6–1, 4–6, 2–6, 6–2 |
| Open era  |      |      |                             |            |                   |                         |
| Поразка   | 3.   | 1968 | Лондон, Англія              | Килим (i)  | Стен Сміт         | 4–6, 4–6                |
| Перемога  | 3.   | 1968 | Істборн, Англія             | Трава      | Овен Девідсон     | 6–4, 6–4                |
| Перемога  | 4.   | 1968 | Стамбул, Туреччина          | Ґрунт      | Патрісіо Родрігес | 6–3, 6–3, 2–6, 6–4      |
| Перемога  | 5.   | 1968 | Перт, Шотландія             | Килим (i)  | Боб Г'юїтт        | 6–3, 6–4                |
| Перемога  | 6.   | 1969 | Блумфонтейн, ПАР            | Тверде     | Боб Мод           | 6–2, 7–5                |
| Поразка   | 4.   | 1968 | Баффало, США                | Тверде (i) | Кларк Гребнер     | 8–6, 9–7, 6–2           |
| Поразка   | 5.   | 1969 | Мейкон, США                 | Килим (i)  | Мануель Орантес   | 8–10, 5–7, 6–4, 7–9     |
| Поразка   | 6.   | 1969 | Каракас, Венесуела          | Ґрунт      | Томас Кош         | 6–8, 3–6, 6–2, 4–6      |
| Поразка   | 7.   | 1969 | Віллемстад, Curaçao         | Ґрунт      | Кліфф Річі        | 4–6, 3–6, 3–6           |
| Перемога  | 7.   | 1969 | Шарлотт, США                | Ґрунт      | Ян Кодеш          | 13–11, 6–2              |
| Перемога  | 8.   | 1969 | Stalybridge, Англія         | Килим (i)  | Боб Г'юїтт        | 6–4, 6–3                |
| Перемога  | 9.   | 1969 | Торкі, Англія               | Тверде (i) | Джон Кліфтон      | 8–6, 6–3                |
| Перемога  | 10.  | 1969 | Лондон, Англія              | Килим (i)  | Боб Г'юїтт        | 4–6, 9–7, 6–2           |
| Перемога  | 11.  | 1969 | Перт, Шотландія             | Килим (i)  | Ісмаїл Ель-Шафей  | 3–6, 14–12, 6–1         |
| Перемога  | 12.  | 1970 | Борнмут, Англія             | Ґрунт      | Боб Г'юїтт        | 6–1, 6–2, 6–3           |
| Перемога  | 13.  | 1972 | Мейкон, США                 | Килим (i)  | Рой Емерсон       | 6–3, 6–7, 6–3           |
| Поразка   | 8.   | 1972 | Louisville WCT, США         | Ґрунт      | Артур Еш          | 4–6, 4–6                |
| Перемога  | 14.  | 1972 | Cleveland WCT, США          | Тверде     | Рей Раффелз       | 6–3, 4–6, 4–6, 6–3, 6–4 |
| Поразка   | 9.   | 1973 | Лондон, Англія              | Тверде (i) | Браян Феерлі      | 6–2, 2–6, 2–6, 6–7      |
| Перемога  | 15.  | 1973 | Denver WCT, США             | Килим (i)  | Артур Еш          | 6–1, 6–1                |
| Перемога  | 16.  | 1973 | Істборн, Англія             | Трава      | Патріс Домінгес   | 6–2, 2–6, 6–3           |
| Поразка   | 10.  | 1974 | Bologna WCT, Італія         | Килим      | Артур Еш          | 4–6, 5–7                |
| Поразка   | 11.  | 1974 | Лондон, Англія              | Тверде (i) | Б'єрн Борг        | 7–6, 6–7, 4–6           |
| Перемога  | 17.  | 1975 | Washington Indoor WCT, США  | Килим (i)  | Дік Стоктон       | 6–2, 7–6                |
| Перемога  | 18.  | 1975 | Лондон, Англія              | Килим (i)  | Браян Феерлі      | 6–1, 7–5                |
| Перемога  | 19.  | 1975 | Atlanta WCT, США            | Килим (i)  | Джон Александер   | 6–3, 7–6                |
| Перемога  | 20.  | 1976 | Стокгольм, Швеція           | Тверде (i) | Мануель Орантес   | 4–6, 7–5, 7–6           |
| Перемога  | 21.  | 1977 | Гельсінкі, Фінляндія        | Килим (i)  | Челль Юганссон    | 6–3, 6–3                |
| Поразка   | 12.  | 1977 | Лондон/Queen's Club, Англія | Трава      | Рауль Рамірес     | 7–9, 5–7                |
| Поразка   | 13.  | 1977 | Мастерс Цинциннаті, США     | Ґрунт      | Гаролд Соломон    | 2–6, 3–6                |
| Поразка   | 14.  | 1980 | Штутгарт, Західна Німеччина | Тверде (i) | Томаш Шмід        | 1–6, 3–6, 7–5, 6–1, 4–6 |

### Парний розряд: 11 (3–8)
| Результат | Ранг | Рік  | Турнір                     | Покриття   | Партнер          | Суперники                        | Рахунок            |
| --------- | ---- | ---- | -------------------------- | ---------- | ---------------- | -------------------------------- | ------------------ |
| Поразка   | 1.   | 1973 | Копенгаген, Данія          | Килим (i)  | Грем Стілвел     | Ерік ван Діллен Том Гормен       | 4–6, 4–6           |
| Перемога  | 1.   | 1973 | Кельн, Західна Німеччина   | Килим (i)  | Грем Стілвел     | Том Оккер Марті Ріссен           | 7–6, 6–3           |
| Перемога  | 2.   | 1973 | Лондон, Англія             | Килим (i)  | Овен Девідсон    | Джералд Беттрік Грем Стілвел     | 6–4, 8–6           |
| Поразка   | 2.   | 1974 | Denver WCT, США            | Килим (i)  | Камівадзумі Дзюн | Артур Еш Роско Теннер            | 3–6, 6–7           |
| Поразка   | 3.   | 1975 | Сан-Антоніо, США           | Тверде     | Кліфф Дрісдейл   | Джон Александер Філ Дент         | 6–7, 6–4, 4–6      |
| Поразка   | 4.   | 1975 | Мемфіс, США                | Килим (i)  | Кліфф Дрісдейл   | Ерік ван Діллен Дік Стоктон      | 6–1, 5–7, 4–6      |
| Поразка   | 5.   | 1975 | Atlanta WCT, США           | Килим (i)  | Кліфф Дрісдейл   | Ананд Амрітрадж Віджай Амрітрадж | 3–6, 2–6           |
| Поразка   | 6.   | 1975 | World Doubles WCT, Мексика | Килим (i)  | Кліфф Дрісдейл   | Браян Готтфрід Рауль Рамірес     | 6–7, 7–6, 2–6, 6–7 |
| Поразка   | 7.   | 1976 | Washington WCT, США        | Килим      | Кліфф Дрісдейл   | Едді Діббс Гаролд Соломон        | 4–6, 5–7           |
| Поразка   | 8.   | 1977 | Лондон, Англія             | Тверде (i) | Едді Діббс       | Іліє Настасе Адріано Панатта     | 6–7, 7–6, 3–6      |
| Перемога  | 3.   | 1977 | Базель, Швейцарія          | Килим (i)  | Бастер Моттрам   | Джон Фівер Джон Джеймс           | 7–5, 6–4, 6–3      |